# Typhula
Typhula è un genere di funghi basidiomiceti. Gli anamorfi di Typhula che producono sclerozi sono compresi nel genere Sclerotium.

## Specie
- Typhula idahoensis
- Typhula incarnata
- Typhula ishikariensis
- Typhula phacorrhiza
- Typhula setipes
- Typhula variabilis